# Église Notre-Dame-de-la-Nativité de Guinas
L'église Notre-Dame-de-la-Nativité de Guinas est un lieu de culte catholique situé sur la commune de Cachen, dans le département français des Landes.

## Présentation
Située dans un airial du quartier de Guinas, à 3 km au sud-est de Cachen, la petite église Notre-Dame-de-la-Nativité est un composé d'éléments construits à différentes époques, mais l'ensemble donne une impression d'unité et d’harmonie.
Construite probablement au XIIIe siècle, l'église primitive est  partiellement détruite au XVIe siècle, au moment des guerres de religion. Il semble qu'il y ait eu trois campagnes de travaux de reconstruction. Le style du clocher mur d'origine est respecté mais il date probablement au XVIIIe siècle, l'abside est coiffée d'un dôme néo-classique surmonté d'un clocheton et tapissé d'ardoises qui représente un travail de charpente considérable. Ce dôme est  restauré en 1959, à l’instigation de la Société de Borda, avec le soutien financier du conseil général des Landes.

### Architecture
Porche
La porte d'entrée principale à doubles battants en chêne sculpté présente des panneaux ornés d’un décor polychrome à dominante bleue. Dans le haut de la porte, inscrits dans deux quarts de cercle, apparaissent deux personnages vêtus de rouge : à gauche, la Vierge posée sur un croissant de lune, à droite saint André devant la croix de son supplice. Les visages des deux personnages portent les traces d'une très ancienne mutilation. Cette porte daterait du XVIIe ou XVIIIe siècle. La serrure et la clé sont anciennes.

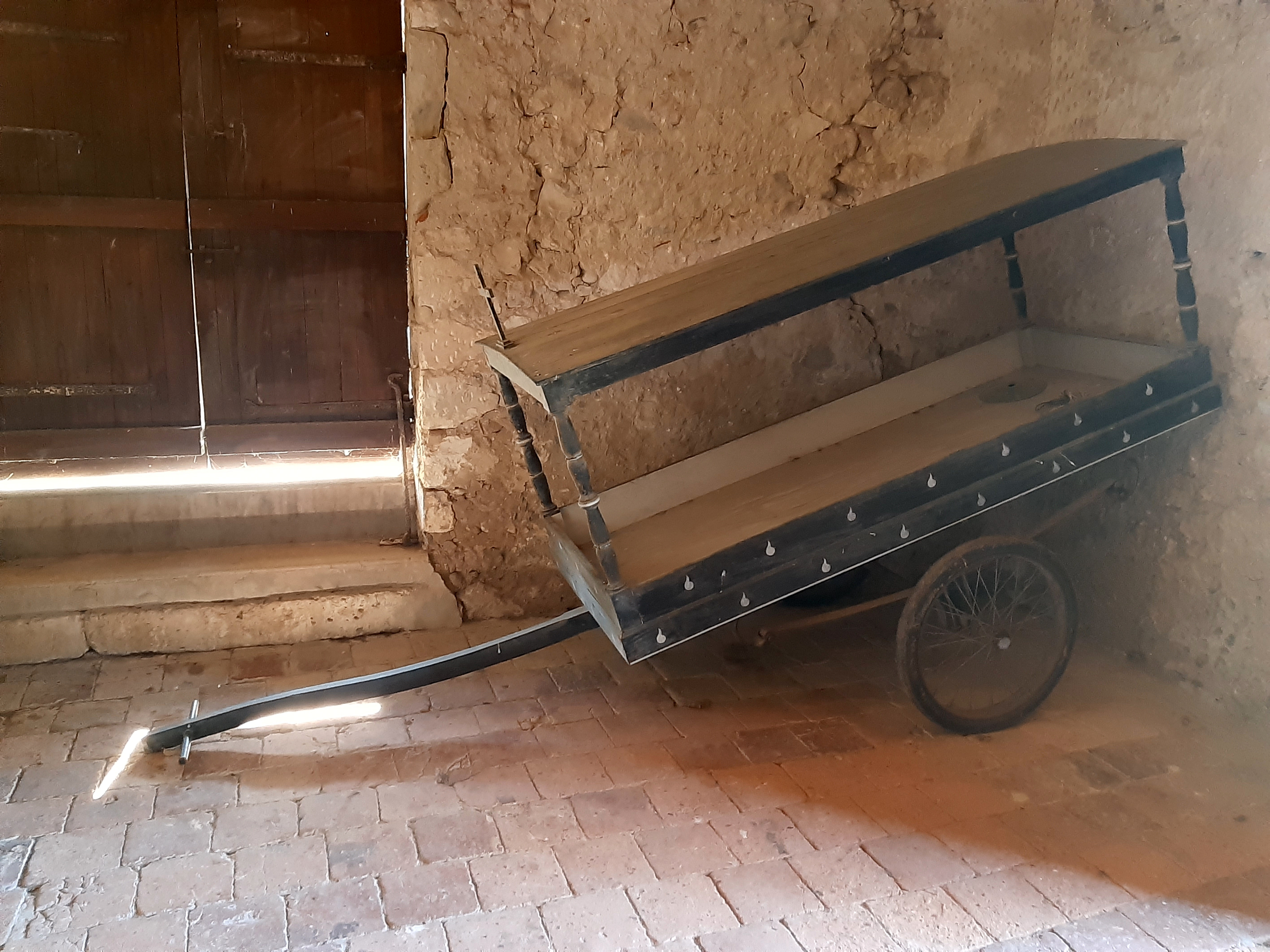
Ancien corbillard sous le porche.
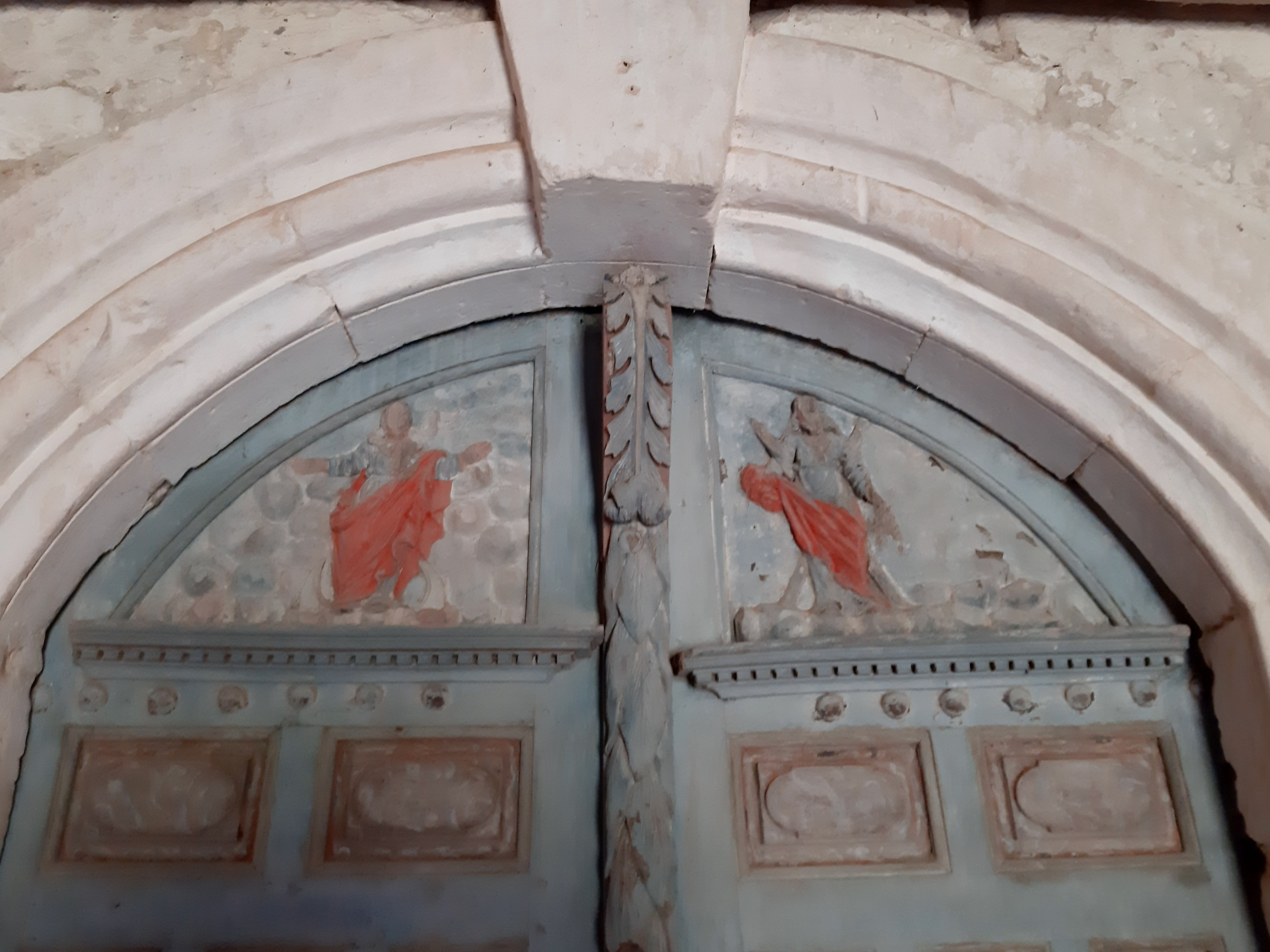
Décor sculpté de la porte d'entrée.

Intérieur de l’église
- La nef unique sans bas-côtés présente une voûte en anse de panier.
- À droite de l'allée, le bénitier en pierre est décoré de godrons et on y devine des traces de polychromie.
- Les fonts baptismaux d’époque primitive sont formés d'une pierre creuse, socle faisant partie de la cuvette.
- Sur le côté nord de la nef, la chaire et son abat-voix dateraient du début du XVIIIe siècle. L'ensemble est en chêne polychrome peint en beige, bleu et vert.
- Le chœur pouvant dater du XVIIe ou du XVIIIe siècle est orné de deux grandes colonnes de pierre à guirlandes (peut-être de récupération) soutenant une grosse corniche galbée. Ce retable néo-classique paraît bien monumental pour une modeste église de hameau. Les piles latérales sont assez curieuses : circulaires sur le devant et cannelées à l’arrière comme si elles avaient été placées à l’envers.
- L'ensemble du maître-autel se compose du tabernacle et d'un petit retable, à trois panneaux en bois doré à l'or fin, ornés de têtes d'anges polychromes. Il a été restauré en 1987.
- Au-dessus de l’autel, un tableau datant du XIXe siècle représente une Vierge à l'Enfant.

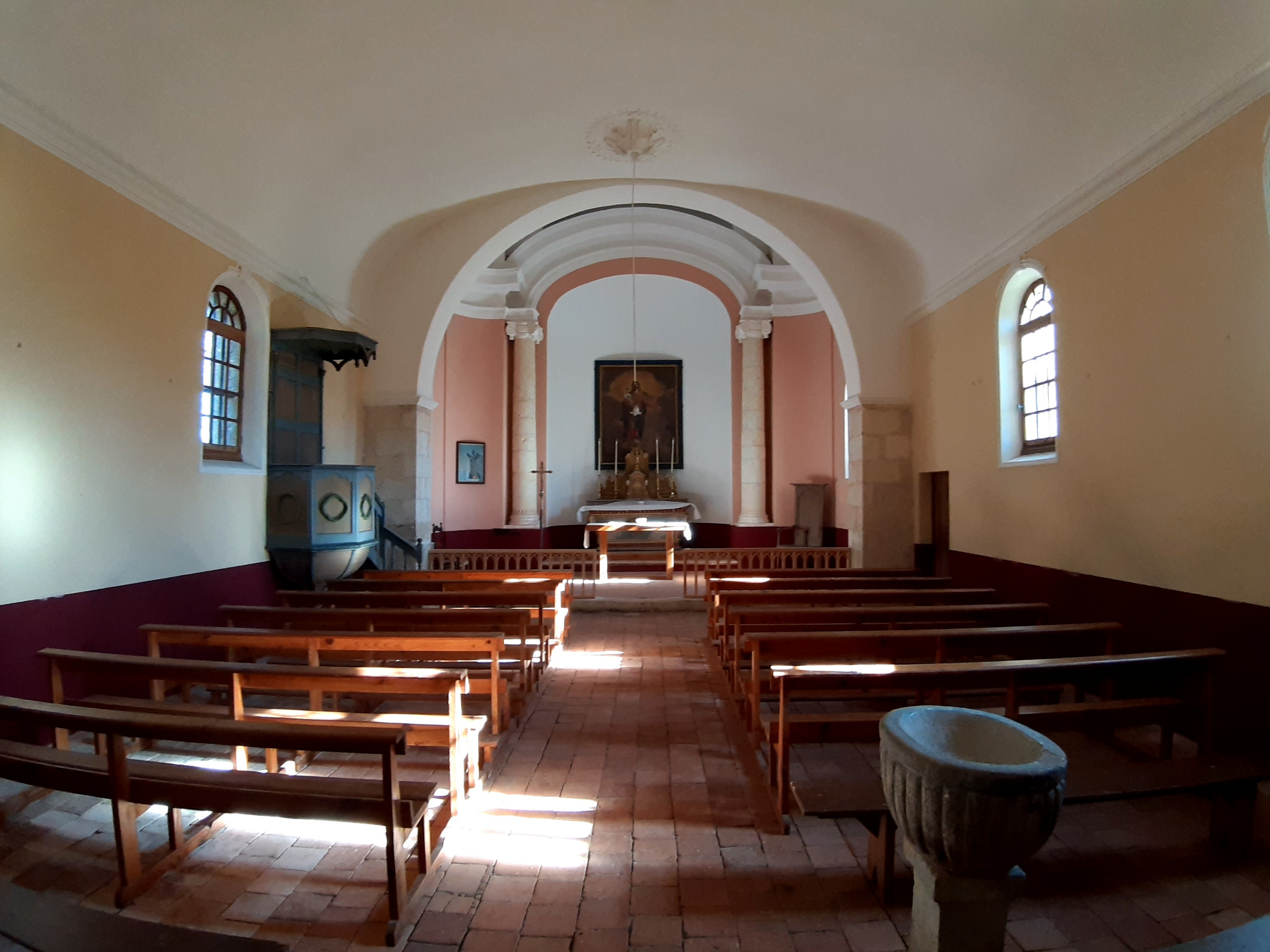
La nef.
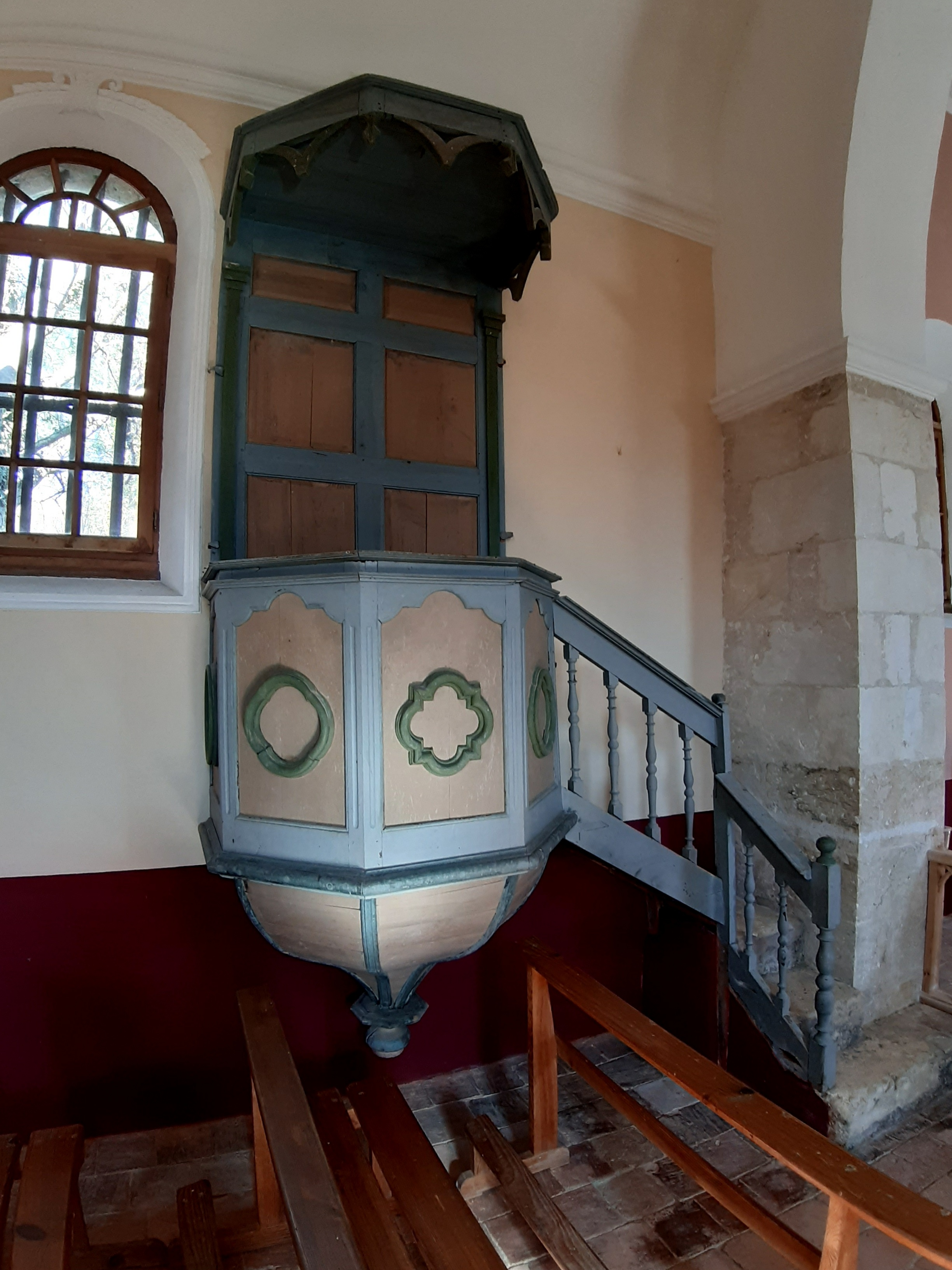
La chaire.
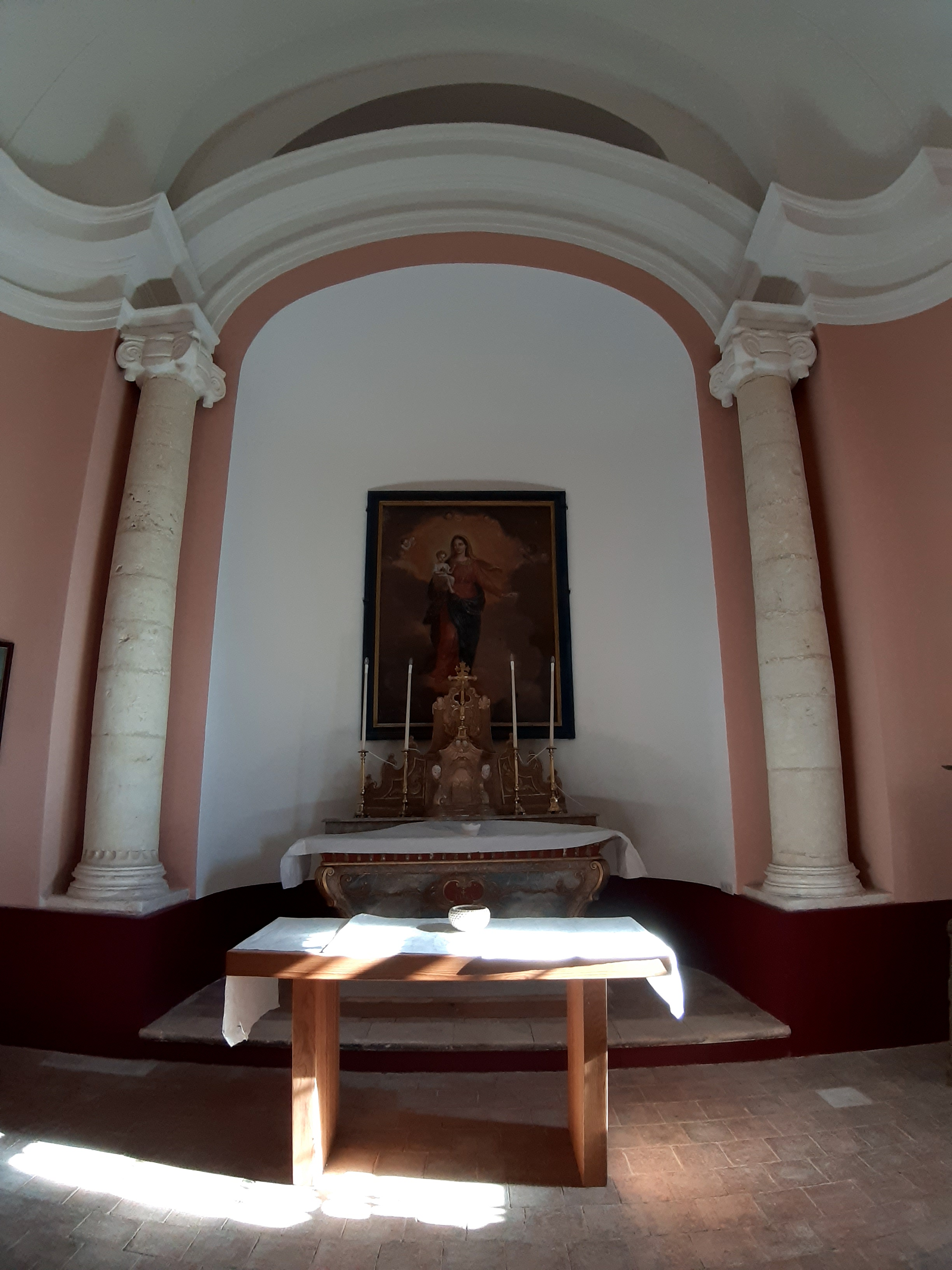
Le chœur et le retable.
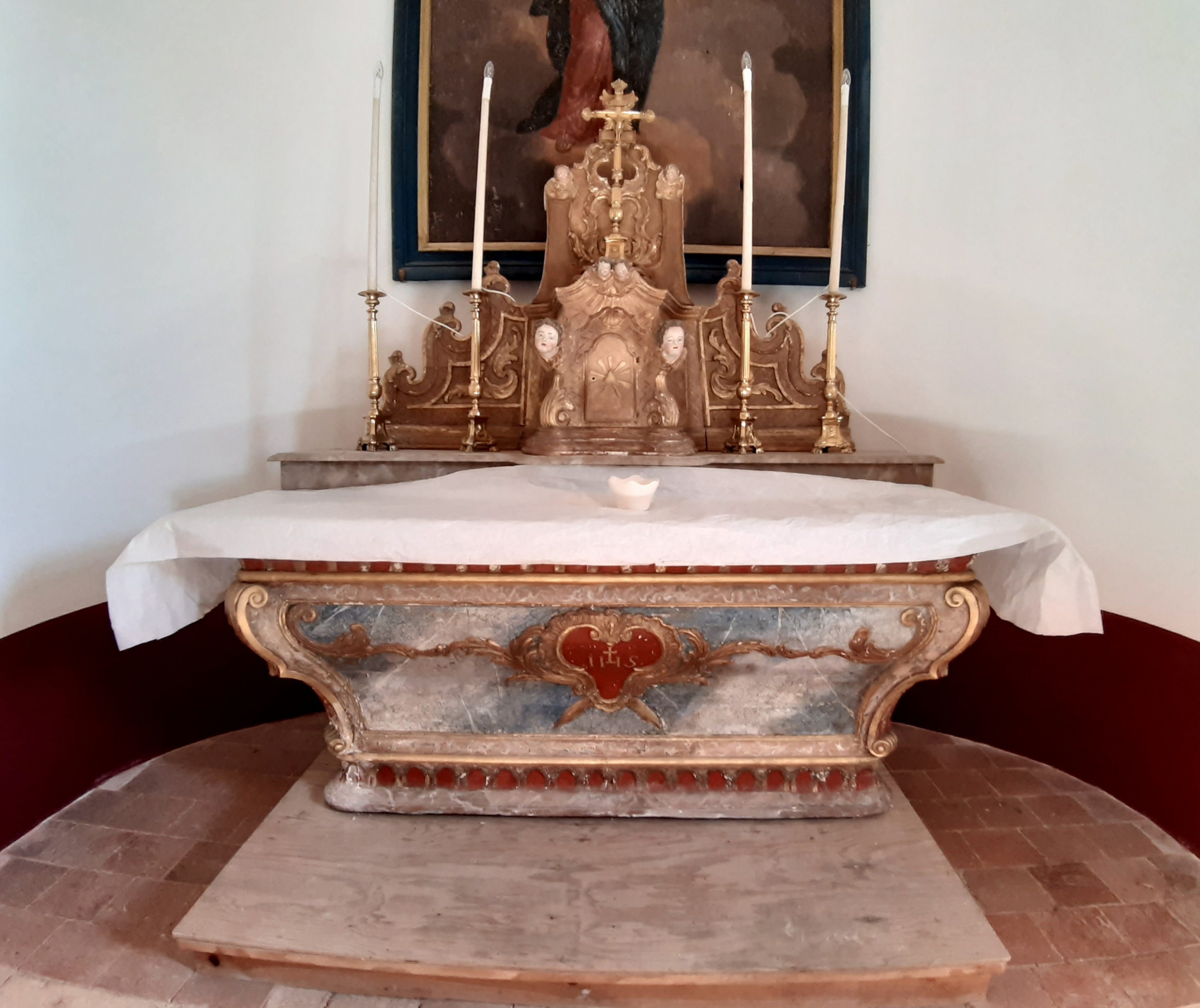
L'autel et le tabernacle.

Dans la sacristie, on peut voir une belle armoire dite « de la Fabrique ». C'est un meuble à deux corps d'époques différentes, le bas daterait du XVIIe siècle, le haut du XVIIIe siècle. Elle est en chêne foncé et clair, renforcé de ferronneries et de clous en fer forgé. Elle présente un décor Louis XIII à pointes diamants arasées.
La porte centrale du haut contenant un coffre est équipée de trois serrures différentes.
Une statuette haut-relief en bois doré représentant une Vierge à l'Enfant était posée sur le meuble. Elle daterait du XVIIIe siècle. La Vierge porte un voile, la chevelure longue et ample est surmontée d’une minuscule couronne. L'Enfant Jésus tient un globe terrestre.
Les chairs sont peintes de teintes naturelles.